# 토레 데 크리스탈
토레 데 크리스탈(스페인어: Torre de Cristal)는 스페인 마드리드 콰트로 토레스 비즈니스 에어리어 (CTBA)에 있는 고층 빌딩이다. 높이 249.5m 및 52층 건물로 토레 세프사에 이어 스페인에서 두번째로 가장 높은 건물이다.

## 개요
2004년에 시공을 하여 2008년에 완공되었다. 같은 CTBA에 같은 해에 완성한 토레 세프사 (250m)에 이어 스페인에서 두번째로 가장 높은 건물이 되었다. CTBA는 두 초고층 빌딩 외에 토레 에스파시오 (236m), 토레 PwC (236m)라는 4개의 초고층 빌딩이 건설된 새로운 상업 지역이다.
설계는 시저 펠리가 하였으며, 드라가도스가 지었다.

## 같이 보기
- 스페인의 마천루 목록
- 콰트로 토레스 비즈니스 지구
- 토레 PwC
- 토레 세프사